# Mörk ögonbagge
Mörk ögonbagge (Euglenes oculatus) är en skalbaggsart som först beskrevs av Gustaf von Paykull 1798.  Mörk ögonbagge ingår i släktet Euglenes, och familjen ögonbaggar. Arten är reproducerande i Sverige.